# Unitární matice
Unitární matice je čtvercová komplexní matice A, jejíž hermitovsky sdružená matice je současně maticí inverzní, tj.
{\displaystyle A^{-1}=A^{H},\qquad {\text{a tedy}}\qquad A^{H}A=AA^{H}=I,\qquad {\text{kde}}\qquad A^{H}={\bar {A}}^{T}}
a {\displaystyle I} je jednotková matice.
Unitární matice jsou příkladem normálních matic. Reálná unitární matice je ortogonální.
Unitární matice reprezentují unitární transformaci komplexního vektorového prostoru vzhledem k ortonormální bázi.
Množina všech unitárních matic {\displaystyle n\times n} tvoří grupu, která se nazývá unitární a značí {\displaystyle U(n)}.

## Dvojrozměrné matice
Libovolnou unitární {\displaystyle 2\times 2} matici {\displaystyle U} lze parametrizovat různým způsobem. Matici lze například vyjádřit jako součin tří matic a komplexního prefaktoru způsobem
{\displaystyle U=e^{i\alpha }{\begin{pmatrix}e^{-i\beta /2}&0\\0&e^{i\beta /2}\end{pmatrix}}\ {\begin{pmatrix}\cos \left({\frac {\gamma }{2}}\right)&-\sin \left({\frac {\gamma }{2}}\right)\\\sin \left({\frac {\gamma }{2}}\right)&\cos \left({\frac {\gamma }{2}}\right)\end{pmatrix}}\ {\begin{pmatrix}e^{-i\delta /2}&0\\0&e^{i\delta /2}\end{pmatrix}}=e^{i\alpha }\,{\begin{pmatrix}\cos \left({\frac {\gamma }{2}}\right)e^{-{\frac {i}{2}}(\beta +\delta )}&-\sin \left({\frac {\gamma }{2}}\right)e^{{\frac {i}{2}}(-\beta +\delta )}\\\sin \left({\frac {\gamma }{2}}\right)e^{{\frac {i}{2}}(\beta -\delta )}&\cos \left({\frac {\gamma }{2}}\right)e^{{\frac {i}{2}}(\beta +\delta )}\end{pmatrix}}},
kde {\displaystyle \alpha ,\beta ,\gamma ,\delta } jsou reálná čísla.

## Trojrozměrné matice
Libovolnou unitární {\displaystyle 3\times 3} matici {\displaystyle U} lze parametrizovat různým způsobem, viz např. . V takovéto parametrizaci lze obecnou unitární matici zapsat ve tvaru:
{\displaystyle U=e^{i\alpha }\left({\begin{array}{ccc}e^{i\varphi _{1}}\cos \left(\theta _{1}\right)\cos \left(\theta _{2}\right)&e^{i\varphi _{3}}\sin \left(\theta _{1}\right)&e^{i\varphi _{4}}\sin \left(\theta _{2}\right)\cos \left(\theta _{1}\right)\\e^{i\left(-\varphi _{4}-\varphi _{5}\right)}\sin \left(\theta _{2}\right)\sin \left(\theta _{3}\right)-e^{i\left(\varphi _{1}+\varphi _{2}-\varphi _{3}\right)}\sin \left(\theta _{1}\right)\cos \left(\theta _{2}\right)\cos \left(\theta _{3}\right)&e^{i\varphi _{2}}\cos \left(\theta _{1}\right)\cos \left(\theta _{3}\right)&-e^{i\left(\varphi _{2}-\varphi _{3}+\varphi _{4}\right)}\sin \left(\theta _{1}\right)\sin \left(\theta _{2}\right)\cos \left(\theta _{3}\right)-e^{i\left(-\varphi _{1}-\varphi _{5}\right)}\sin \left(\theta _{3}\right)\cos \left(\theta _{2}\right)\\-e^{i\left(-\varphi _{2}-\varphi _{4}\right)}\sin \left(\theta _{2}\right)\cos \left(\theta _{3}\right)-e^{i\left(\varphi _{1}-\varphi _{3}+\varphi _{5}\right)}\sin \left(\theta _{1}\right)\sin \left(\theta _{3}\right)\cos \left(\theta _{2}\right)&e^{i\varphi _{5}}\sin \left(\theta _{3}\right)\cos \left(\theta _{1}\right)&e^{i\left(-\varphi _{1}-\varphi _{2}\right)}\cos \left(\theta _{2}\right)\cos \left(\theta _{3}\right)-e^{i\left(-\varphi _{3}+\varphi _{4}+\varphi _{5}\right)}\sin \left(\theta _{1}\right)\sin \left(\theta _{2}\right)\sin \left(\theta _{3}\right)\\\end{array}}\right),}
kde {\displaystyle 0\leq \theta _{1},\theta _{2},\theta _{3}\leq \pi /2} a {\displaystyle 0\leq \alpha ,\varphi _{1},\varphi _{2},\varphi _{3}\leq 2\pi }. Pokud {\displaystyle \alpha =0} odpovídá výše uvedená parametrizace maticím z SU(3), které mají determinant roven jedné.